# Oberforstbach
Oberforstbach ist ein Stadtteil von Aachen und liegt als Vorort südöstlich der Stadt. Seit der kommunalen Neugliederung 1972 gehört es zum Stadtbezirk Kornelimünster/Walheim.

## Orte in unmittelbarer Nähe
- Kornelimünster
- Lichtenbusch
- Schleckheim
- Nütheim
- Walheim (Aachen)
- Sief

## Geschichte
Die erste urkundliche Erwähnung stammt vom 4. August 1336 – gegründet wurde es aber wahrscheinlich bereits im Zeitraum vom 9. bis zum 11. Jahrhundert. Damals war der Name noch „Vorsbach“, was möglicherweise von Frosch-Bach oder Forst-Bach hergeleitet wurde.
Der Ort gehörte damals zur Reichsabtei Kornelimünster. Er wurde auf einem Höhenrücken entlang der (damals so genannten) Dorfstraße geplant angesiedelt.
Am 9. Juni 1802 erhielt es den Status einer eigenständigen Kapellengemeinde.
Am 1. Februar 1912 wurde es wegen der vergrößerten Einwohnerzahl dann zur Pfarrgemeinde.
Bis zur kommunalen Neugliederung gehörte Oberforstbach zur Gemeinde Walheim. Seit dem 1. Januar 1972 gehört Oberforstbach zum Aachener Stadtbezirk Kornelimünster/Walheim.

## Bach
Der Oberforstbach hat dem Ort seinen Namen gegeben. Er entspringt als kleiner Wiesenbach zwischen Oberforstbacher Straße und Nerscheider Weg. Seine Quelle fällt im Sommer trocken. Nach gut zwei Kilometern vereinigt er sich bei Niederforstbach mit dem Holzbach und fließt zusammen als Rollefbach in die Inde.

## Gewerbe
Am südlichen Rand des Ortes liegt das Gewerbegebiet Pascalstraße. Hier haben sich seit ca. 1985 mehr als 30 kleine und große Firmen angesiedelt. Zu einem großen Teil handelt es sich um Firmen aus dem IT-Bereich, unter anderen auch Inform und Worldline. Die Stadt Aachen fördert gezielt die Ansiedelung von Unternehmen mit technologisch innovativem Anspruch.

## Verkehr
Oberforstbach liegt etwa einen Kilometer von der A 44 entfernt (Abfahrt Lichtenbusch). Die Monschauer Straße (B 258, L 233) verbindet Oberforstbach mit der Aachener Innenstadt.
Die AVV-Buslinien 11, 16, 36, 46, 55, 65 und SB63 der ASEAG verbinden Oberforstbach mit Aachen-Mitte, Brand, Walheim, Roetgen, Simmerath und Vaals. Zusätzlich verkehren in den Nächten vor Samstagen sowie Sonn- und Feiertagen die Nachtexpresslinien N1 und N5 der ASEAG.
| Linie | Verlauf |
| ----- | --- |
| 11    | Walheim Hasbach – Walheim – Nütheim – Schleckheim – Oberforstbach / Oberforstbach Gewerbegebiet – Lichtenbusch – Waldfriedhof – Burtscheid – Marienhospital – Aachen Hbf – Misereor – Elisenbrunnen – Aachen Bushof – Ludwig Forum – Talbot – Haaren – Würselen Kaninsberg – Weiden – Vorweiden – Linden-Neusen – (Broich –) Broicher Siedlung – Blumenrath – Montanstraße – Mariadorf – Hoengen |
| 16    | Aachen Bushof – Bf Rothe Erde – Tierpark – Forster Linde – Lintert – Hitfeld – Oberforstbach – Schleckheim (– Pascalstr.) – Nütheim – Walheim – Schmithof – Sief (– Lichtenbusch) |
| 36    | Aachen Bushof – Kaiserplatz – Normaluhr – Marienhospital – Burtscheid – Bismarckturm – (Waldfriedhof ←) Oberforstbach Gewerbegebiet – SCHUMAG – Schleckheim |
| 46    | Aachen Bushof – Bf Rothe Erde – Tierpark – Forster Linde – Lintert – Hitfeld – Oberforstbach – Schleckheim – Nütheim – Walheim – Hahn – Venwegen Abzweigung – Breinig Entengasse –Mulartshütte – Rott – Dreilägerbachtalsperre – Roetgen Post |
| 55    | Vaals Grenze – Vaalserquartier – Westfriedhof – Schanz – Elisenbrunnen – Aachen Bushof – Kaiserplatz – Bf Rothe Erde – Forst – Brand – Kornelimünster – Schleckheim – Oberforstbach / Oberforstbach Gewerbegebiet – Lichtenbusch |
| 65    | Elisenbrunnen – Aachen Bushof – Kaiserplatz – Bf Rothe Erde – Forst – Brand – Kornelimünster – Schleckheim – Oberforstbach Gewerbegebiet – Lichtenbusch |
| SB63  | Schnellbus: Aachen Bushof – Elisenbrunnen – Misereor – Aachen Hbf – Marienhospital – Burtscheid – Oberforstbach Gewerbegebiet (– Rott) – Roetgen – Lammersdorf – (Paustenbach – Bickerath) / (Rollesbroich – Strauch Am Roßbach) – Simmerath |
| N1    | Nachtexpress: nur in den Nächten vor Samstagen sowie Sonn- und Feiertagen Elisenbrunnen → Aachen Bushof → Kaiserplatz → Josefskirche → Bf Rothe Erde → Forst → Brand → Kornelimünster → Walheim → Schleckheim → Oberforstbach → Burtscheid → Marienhospital → Theater → Elisenbrunnen |
| N5    | Nachtexpress: nur in den Nächten vor Samstagen sowie Sonn- und Feiertagen Aachen Bushof → Elisenbrunnen → Misereor → Aachen Hbf → Marienhospital → Burtscheid → Lichtenbusch → Oberforstbach → Schleckheim → Kornelimünster → Niederforstbach → Brand → Forst → Bf Rothe Erde → Frankenberger Viertel → Aachen Hbf → Misereor → Elisenbrunnen                                                    |

## Religiöse Einrichtungen
- Kirche St. Rochus mit Pfarrheim

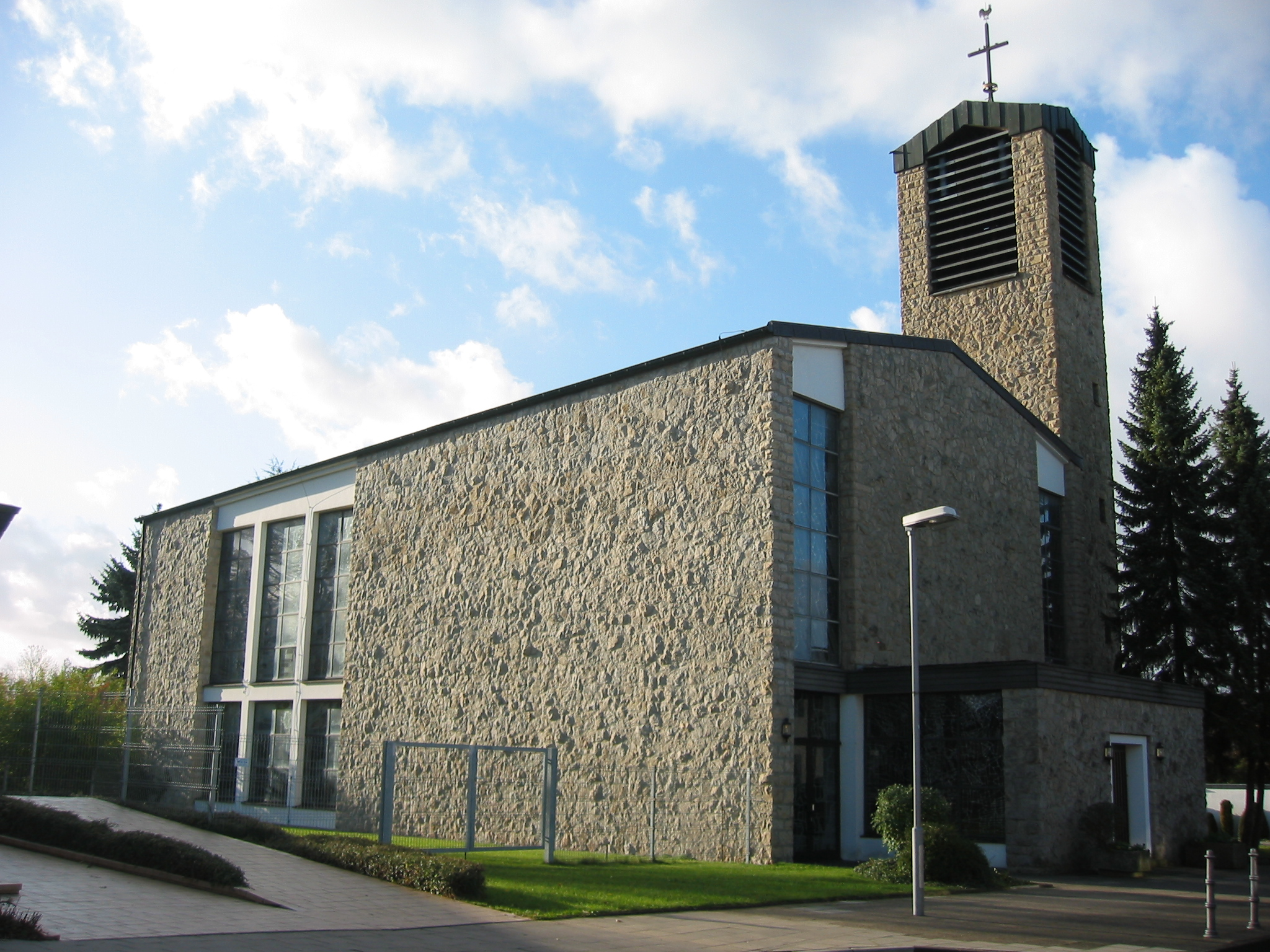
St. Rochus - Oberforstbach; Architekt: Peter Salm

- Kreuz am Marktplatz, wo früher die Kirche stand (Oberforstbacher Str. 283)
- Katholischer Kindergarten

## Bildungseinrichtungen
- Städtischer Kindergarten
- Katholischer Sonnenkindergarten St. Rochus
- Städtische Grundschule GGS Oberforstbach

Weiterführende Schulen in der Nähe wie das Inda-Gymnasium oder das Einhard-Gymnasium sind mit dem Bus erreichbar.

## Vereine
- St. Rochus Schützenbruderschaft Oberforstbach 1842 e. V.
- TKV Oberforstbach 1896 e. V.
- KV Oberforstbacher Jonge
- Musik Verein Oberforstbach (früher Trommeler und Pfeifer Corps Oberforstbach).
- Oberforstbacher Maijungen e. V.
- Oberforstbacher Maimädels e. V.